# Tombe des colonnes jumelles
La tombe des colonnes jumelles est une tombe datant de la seconde moitié du Ve siècle et donc du royaume de Koguryo située à Ryonggang  au nord de Nampo en Corée du Nord. Elle est représentative de l'époque centrale de ce royaume. Il s'agit d'un tumulus de 30 m de diamètre orienté face au sud sur un terrain vallonné comprenant de nombreux bâtiments. En elle-même, la tombe est formée d'une antichambre (2,32 × 2,27 m) et d'une chambre principale (2,77 × 3,01/2,94 m) et tire son nom de la présence de deux piliers octogonaux qui se dressent dans le couloir entre l'antichambre et la chambre principale. Les peintures murales de la tombe montrent des scènes de genre, un portrait du couple décédé, des immortels, les quatre animaux célestes et une procession de femmes avec un moine. Les personnages de la procession dans l'antichambre et ceux des deux murs latéraux du couloir sont particulièrement importants pour l'étude des costumes de Koguryo. Le plafond de l'antichambre est orné de motifs décoratifs colorés, ainsi que de nuages et de rouleaux de vigne rendus en lignes fluides qui forment une atmosphère majestueuse pour le monde céleste. 
Encore bien préservées lors de leur premier examen en 1913 au début de l'occupation japonaise, les peintures se sont considérablement dégradées depuis lors. Notamment, les murs du couloir montraient des images de cavaliers et de chars ainsi que des musiciens. Celles-ci ont entièrement disparu. Un fragment sur argile de 44 cm représentant un cavalier est actuellement en possession du musée national de Corée qui l'a hérité des collections du musée du gouvernement général japonais. Par ailleurs, l'armée américaine est accusée de s'être servie de cette tombe pour enfermer des prisonniers, contribuant ainsi à sa dégradation.
Cette tombe a été classée parmi les trésors nationaux de Corée du Nord sous le n° 39.  Elle fait également  partie de l'ensemble des tombes de Koguryo, un site inscrit au patrimoine mondial de l'humanité par l'UNESCO en 2004. Elle se trouve à 500 m de la grande tombe de Ryonggang.

## Fresques de la chambre principale

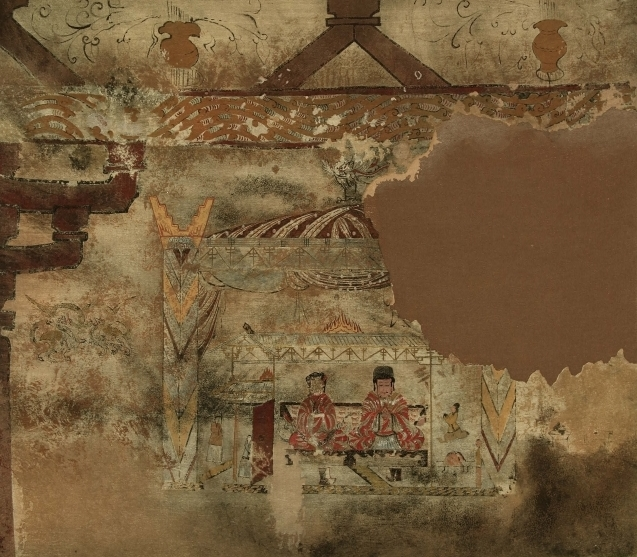
Le couple des défunts

Le mur nord de la chambre principal présente le couple des défunts, assis sous de somptueux rideaux et encadré par une structure en bois. Deux guerriers noirs les entourent, reprenant ainsi un motif de la tombe de Yaksuri. Par rapport à la période précédente, les techniques descriptives se sont améliorées. 

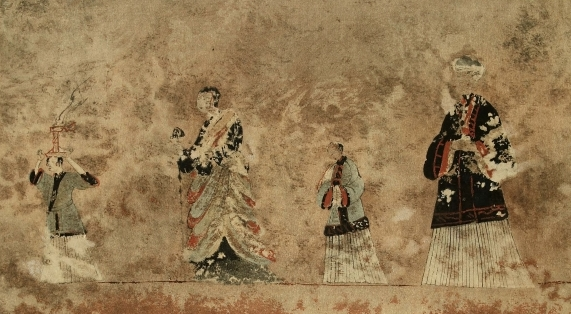
Procession cérémoniale du mur est de la chambre principale

Le mur oriental présente une procession cérémoniale. Il montre ainsi un aspect de la vie religieuse et des costumes féminins. Le groupe est mené par une servante tenant un brûleur d'encens, elle est suivie par un moine bouddhiste, une autre servante et la dame enterrée dans cette tombe portant un manteau noir et une jupe plissée. 
Le plafond à caissons porte en son centre une grande fleur de lotus avec des pétales aux extrémités pointues. Elle est entourée par une représentation du monde céleste où des motifs de nuages et de flammes se répètent et procurent une impression de vitalité et de vivacité.

## Références

Autres fresques
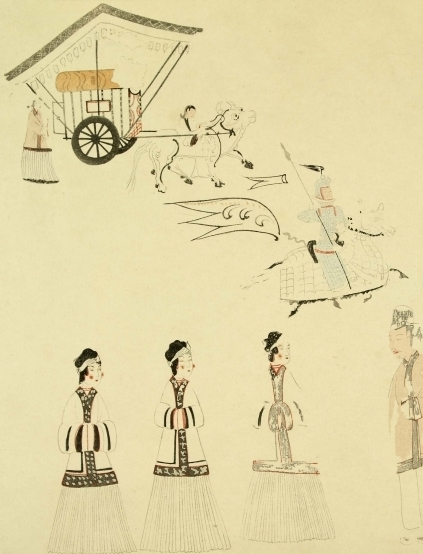
Cortège
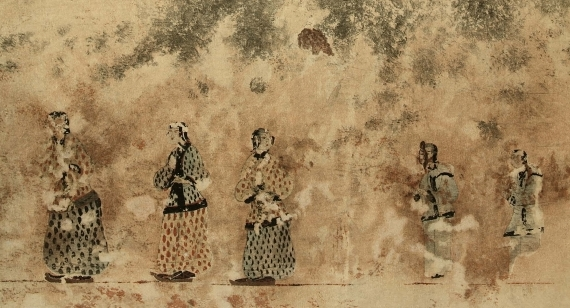
Grande procession
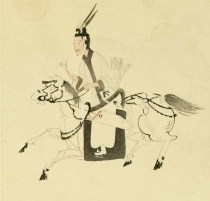
Cavalier